# 여타짜
《여타짜》는 2021년에 개봉한 대한민국의 영화이다.

## 캐스팅
- 이채영 : 미미 역 - 이 영화의 여주인공.
- 정혜인 : 오자와 역 - 이 영화의 서브 여주인공.
- 김선빈 : 진수 역
- 최민철 : 육손 역 - 이 영화의 만악의 근원이자 최종 보스.
- 권용운 : 돼지이모 역
- 김사희 : 윤 마담 역
- 리민 : 허 대령 역
- 최기섭 : 불곰 역
- 허혜진 : 도로시 역
- 노영주 : 형식 역
- 추귀정 : 엄마 역
- 곽지유 : 미혜 역
- 박경복 : 경관 역
- 손예원 : 병원의사 역
- 배성우 : 아버지 역
- 김진수 : 옐로하우스 직원 역
- 김슬기 : 옐로하우스 프로딜러 역
- 조준우 : 옐로하우스 손님 역
- 조수원 : 옐로하우스 손님 역
- 이경섭 : 옐로하우스 손님 역
- 김승현 : 옐로하우스 본점 노름꾼 1 역
- 박정민 : 옐로하우스 본점 노름꾼 2 역
- 주설아 : 옐로하우스 본점 노름꾼 3 역
- 안영채 : 옐로하우스 본점 노름꾼 4 역
- 김세중 : 옐로하우스 본점 노름꾼 5 역
- 표성식 : 옐로하우스 본점 노름꾼 6 역
- 전상훈 : 옐로하우스 본점 노름꾼 7 역
- 조준희 : 옐로하우스 본점 노름꾼 8 역
- 김의신 : 옐로하우스 본점 노름꾼 9 역
- 유지연 : 옐로하우스 본점 노름꾼 10 역
- 최준혁 : 옐로하우스 지점 노름꾼 1 역
- 안영진 : 옐로하우스 지점 노름꾼 2 역
- 공인규 : 옐로하우스 지점 노름꾼 3 역
- 박희순 : 옐로하우스 지점 노름꾼 4 역
- 전동범 : 옐로하우스 지점 노름꾼 5 역
- 이시형 : 옐로하우스 지점 노름꾼 6 역
- 정회훈 : 옐로하우스 지점 노름꾼 7 역
- 홍기주 : 옐로하우스 지점 노름꾼 8 역
- 금송현 : 옐로하우스 지점 노름꾼 9 역
- 황성진 : 옐로하우스 지점 노름꾼 10 역
- 나대한 : 조직원 1 역
- 우하영 : 조직원 2 역
- 양성일 : 조직원 3 역
- 이철 : 조직원 4 역
- 최우영 : 조직원 5 역
- 강성연 : 조직원 6 역
- 김윤승 : 조직원 7 역
- 박지원 : 조직원 8 역
- 전상혁 : 조직원 9 역
- 이안 : 경찰 1 역
- 박동환 : 경찰 2 역
- 김수민 : 간호사 1 역
- 이예희 : 간호사 2 역
- 강지은 : 간호사 3 역
- 박정학 : 고대흥 역 (특별출연)

## 참고 사항
- 이채영은 KBS 2TV 일일 드라마 《비밀의 남자》 이후로 1년만에 재회하는 작품이다.
- 이채영과 정혜인은 SBS TV 《골 때리는 그녀들》에서 재회하여 출연하였다.
- 이채영, 최기섭, 박정학은 영화 《강릉》 이후로 1달만에 재회하는 작품이다.
- 이채영과 강성연은 SBS 일일 드라마 《아내가 돌아왔다》 이후로 12년만에 재회하는 작품이다.
- 정혜인은 OCN 토일드라마 《루갈》 이후로 1년만에 재회하는 작품이다.
- 최민철은 영화 《악인전》 이후로 2년만에 재회하는 작품이다.
- 최민철과 배성우는 영화 《집으로 가는 길》 이후로 8년만에 재회하는 작품이다.
- 리민은 영화 《보이스》 이후로 1달만에 재회했다.
- 배성우는 영화 《더 폰》 이후로 6년만에 재회하는 작품이며, 《지푸라기라도 잡고 싶은 짐승들》 이후로 1년만에 재회하는 작품이다.